# Opharus intermedia
Opharus intermedia là một loài bướm đêm thuộc phân họ Arctiinae, họ Erebidae.